# Medián halálos adag

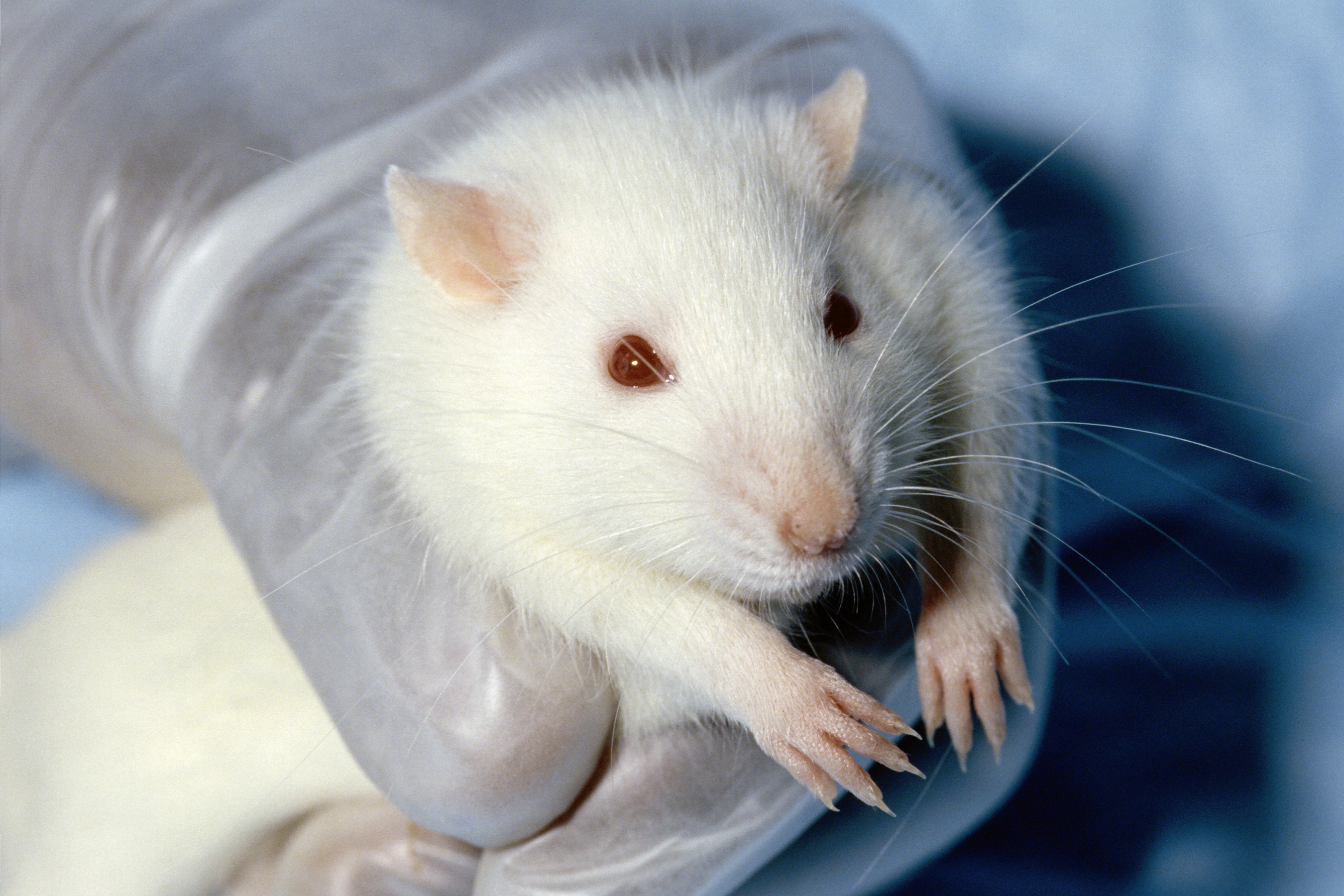
Rattus norvegicus (Wistar-törzs) az LD_{50} meghatározásokhoz leggyakrabban használt állat

A medián halálos adag (szokásos rövidítése a lethal dose angol kifejezés alapján LD50) a gyógyszerhatástanban és a toxikológiában használatos kifejezés, ami megadja, hogy egy adott xenobiotikumból (testidegen anyagból) mekkora mennyiség okozza a kísérleti állatok 50%-ának pusztulását.  
A vizsgálati anyagra vonatkozó LD50 értéket mg/ttkg mértékegységben szokás megadni, megjelölve a kezelés módját és a vizsgálathoz használt kísérleti állatfajt.  A mértékegységben a ttkg testtömeg kilogrammot jelöl. A testidegen anyagok alatt különféle kémiai anyagok értendők, mint gyógyszerek, növényvédő szerek, állati eredetű toxinok, kozmetikumok, ipari felhasználású vegyületek, festékek, háztartási vegyszerek stb.

## Az LD50rendeltetése és értelmezése

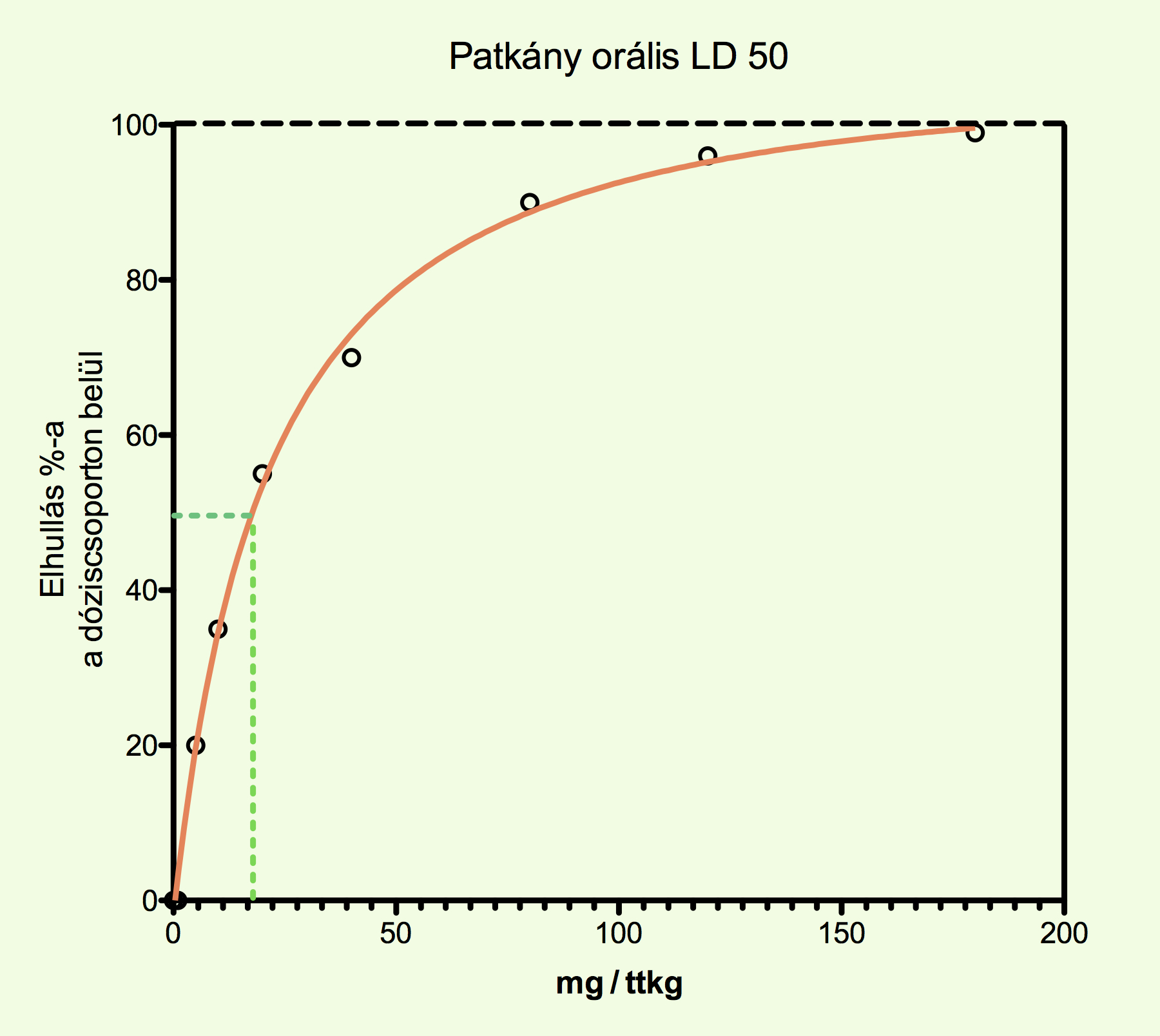
LD_{50} érték leolvasása egy képzeletbeli dózis letalitás görbéről

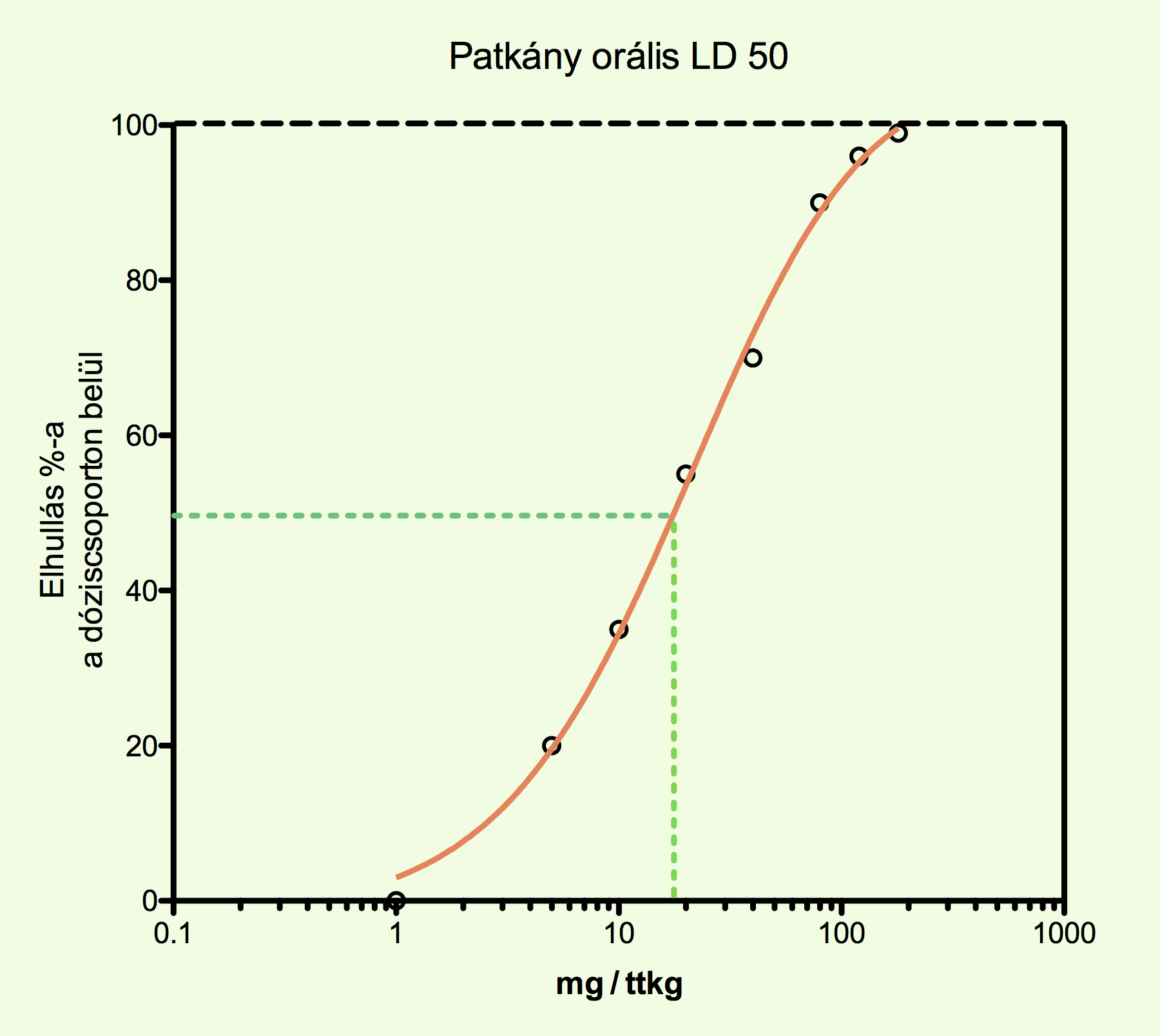
A gyakorlatban a pontosabb leolvasás érdekében az alkalmazott dózisokat logaritmikus skálán ábrázolják

A xenobiotikumok a szervezetbe jutva biokémiai és élettani válaszreakciókat generálnak, amit toxikológiai hatásnak nevezünk.  A válaszreakció erőssége a bejutott anyag mennyiségétől (dózisától) függ.  Kisebb dózist alkalmazva a szervezet válaszként csak enyhe mérgezési tüneteket  mutat, de a dózis növelésével a tünetek fokozódnak és egyre több állat hullik el. Kellően nagy dózis az összes állat pusztulásához vezet, ami a szervezet válaszreakciójának egy szélsőséges esete.  Könnyen belátható, hogy minél kisebb a xenobiotikum halált okozó dózisa, annál mérgezőbbnek (toxikusabbnak) kell tekintenünk a vizsgálati anyagot.
Az LD50 érték megállapítása alapvetően hármas célt szolgál:
- segítségével egymással összehasonlítható a különböző toxicitású testidegen anyagok letális adagja;
- tájékoztatást ad a vizsgálati anyag toxikológiai kategóriába sorolásához;
- megbecsülhető vele egy esetleges emberen (vagy állaton) történő mérgezés halálos kimenetelének valószínűsége;

## Miért nem a 100%-os halálozást mutató dózis az elfogadott mérőszám?
A xenobiotikum dózisa és az általa kiváltott  válaszreakció erőssége közötti összefüggés nem lineáris. Másként fogalmazva, kétszeres dózis nem vált ki kétszeres erősségű hatást, hanem annál rendszerint kisebbet. A dózis és hatás közötti összefüggés grafikus ábrázolása egy platóhoz konvergáló görbét eredményez, amelyről nagyon nehéz leolvasni pontosan a 100%-os mortalitáshoz tartozó dózist. Ezzel szemben a görbe meredek emelkedése folytán 50%-os letalitásnál sokkal pontosabban határozható meg a hozzá tartozó érték. Ha a letalitási görbénél azt az adatot vennénk alapul, amelynél valamennyi állat elpusztul, akkor erősen alábecsülnénk a vizsgálati anyag toxicitását, mivel a legellenállóbb állatra vagy állatokra kifejtett hatás alapján ítélnénk meg azt, miközben az állatok túlnyomó része már jóval kisebb dózisra elhullott. Mivel az LD50 értéknek az a rendeltetése, hogy segítségével mérgező anyagokat  összehasonlítsunk, kategorizáljunk, vagy mérgezés esetén a halál valószínűségét megbecsüljük, az 50% éppoly informatív, mint a 100%.

## Miért kell testtömeg kilogrammra megadni az LD50értéket?
A hatás annak függvénye, hogy mekkora a szer koncentrációja a szervezet folyadéktereiben.  Mivel a kísérleti állat folyadéktere nehezen adható meg, illetve a gyakorlatban nehezen értelmezhető, ezért az azzal közel arányos testtömeget szokás megadni. Azt könnyű belátni, hogy egy 20 grammos egér letális dózisa jóval kisebb, mint egy 72 kg-os ember halálos dózisa.  Szigorúan csak a test tömegét alapul véve az emberen ~3600-szor nagyobb dózis szükséges ahhoz, hogy az egéren kiváltott azonos erősségű mérgezési tünetek vagy halál bekövetkezzen. Az 1 kg testtömegre vetített LD50 az egyes fajok testméretéből fakadó eltéréseket van hivatva korrigálni.  Az így megadott értékből könnyen kiszámolható a mérgezést szenvedett felnőtt ember, gyerek vagy háziállat becsült halálozási valószínűsége.
Mit jelent ez a gyakorlatban? Egy ide példának állított 25 mg/ttkg-mal jellemzett LD50 érték különböző fajokra alkalmazva azt jelenti, hogy az alábbi táblázatban megadott dózisok mellett a mortalitás becsült és várható valószínűsége 50% lesz.
| Faj           | Testtömeg (kg) | Xenobiotikum dózisa (mg) |
| ------------- | -------------- | ------------------------ |
| Felnőtt ember | 72             | 1800                     |
| Csecsemő      | 6              | 150                      |
| Egér          | 0,02           | 0,5                      |
| Patkány       | 0,2            | 5                        |
| Kutya         | 15             | 375                      |

## Az LD50érték meghatározásának gyakorlata
Bár az LD50 érték elsősorban a humán mérgezések toxikológiai paramétere, az könnyen belátható, hogy ezeket a kísérleteket emberen nem lehet elvégezni.  A kísérlet elvileg bármilyen állaton elvégezhető, de a gyakorlatban a legtöbb esetben patkányon (Rattus norvegicus; Wistar-törzs) történik a meghatározás, minimum 5–6 dózissal és minden dóziscsoportban legalább 10 példánnyal.  Természetesen az állatszám növelése növeli a meghatározás pontosságát és annak költségeit is.  Az állatok kezelése legtöbbször szondával, szájon át (per os / p.o.) történik, de speciális esetekben a tápcsatorna megkerülésével is elvégezhető (intravénásan, vagy bőrre kenve, esetleg a szembe csöppentve).  Az állatok megfigyelése és az elhullás megfigyelése az első 24 órában történik (acut LD50).

## Az LD50érték kritikája
A különböző fajok LD50 értékei kisebb vagy nagyobb mértékben eltérhetnek egymástól, és az elsősorban patkányon szerzett kísérleti értékek csak kellő körültekintéssel és kritikával extrapolálhatók emberre vagy más fajra. Ennek oka az alábbiakban foglalható össze:
- A vizsgálati anyaggal kiváltott élettani változások (beleértve a halált is) nem mindig változnak lineárisan a testtömeggel, hanem azzal hatványfüggvény szerinti kapcsolatban vannak.  Ennek köszönhetően még adott fajon belül is problémás lehet az LD50 meghatározása, ha az egyedek testtömegeinek nagy a szórása.
- A törzsfejlődési szempontból távolabbi fajok anyagcseréje minőségi jellemzőkben is jelentősen eltérhet egymástól, így például a xenobiotikum lebontásáért felelős enzimek az egyik fajban jelen lehetnek, míg a másikból hiányozhatnak. 
- A mérgezett szervezet válaszreakciója individuális eltéréseket is mutat, melynek oka lehet az életkor, rassz, nemi különbségek, terhesség, betegségek, táplálék. Mindezek a tényezők hatással lehetnek az egyedi LD50 értékre. 

A fenti kritikák ellenére nem lehet eltekinteni a patkányon szerzett kísérleti adatok használatától, mert nyilvánvalóan emberen LD50 meghatározást elvégezni nem lehet.  Kritikus esetekben több, egymástól távol eső fajon is elvégezhetik a meghatározást, ami megnyugtatóbb és pontosabb eredményhez vezet.
Az LD50 további limitációja, hogy mivel a medián egy középérték, nem adja meg a halál bekövetkezésének valószínűségi eloszlását, így azt, hogy egy egyed egy bizonyos adag beadását követően mekkora valószínűséggel pusztul el, csupán az LD50 érték alapján nem lehet pontosan megmondani, csak becsülni lehet.

## Néhány közismert anyag LD_{50} értéke

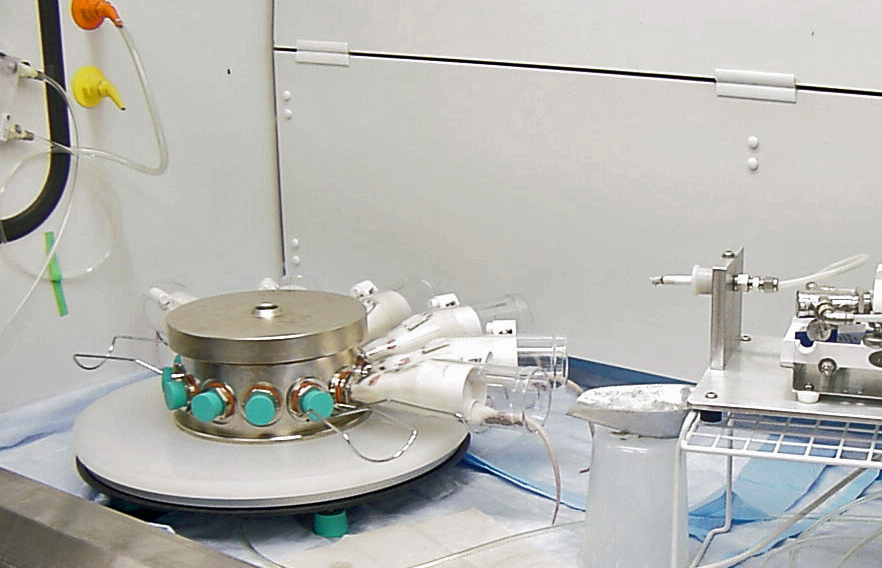
Patkány inhalációs LC_{50} meghatározása. Az állatok orra, szája a központi, henger alakú inhalációs kamrában van, ahol a szer koncentrációjának állandóságát egy pumpa biztosítja

## Méreg-skála

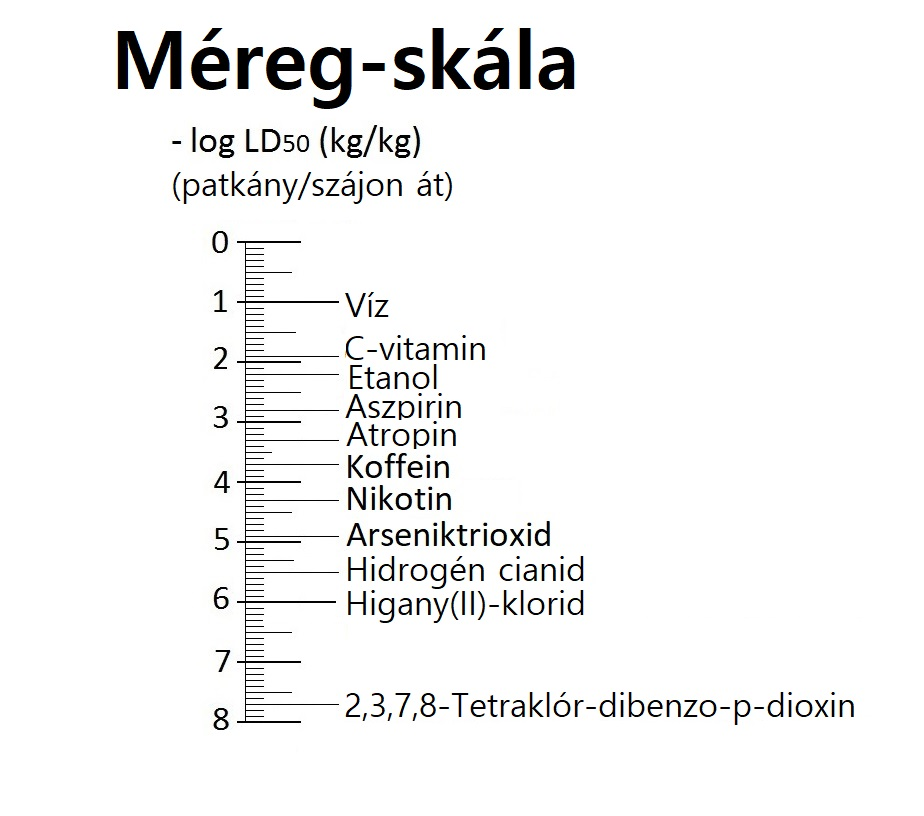
logaritmikus méregskála

## Néhány közismert anyag LD50értéke
| Anyag                              | Állat   | Adagolás  | LD50 (mg/kg) | Hivatkozás |
| ---------------------------------- | ------- | --------- | ------------ | ---------- |
| Víz                                | patkány | szájon át | 90 000       | [ 10 ]     |
| C-vitamin (Aszkorbinsav)           | patkány | szájon át | 11 900       | [ 11 ]     |
| Etanol                             | patkány | szájon át | 7060         | [ 12 ]     |
| Metanol                            | patkány | szájon át | 5628         | [ 13 ]     |
| Aszpirin                           | patkány | szájon át | 1500         | [ 14 ]     |
| Atropin                            | patkány | szájon át | 500          | [ 15 ]     |
| Kodein hidroklorid                 | egér    | szájon át | 365          | [ 16 ]     |
| Koffein                            | patkány | szájon át | 192          | [ 17 ]     |
| Nikotin                            | patkány | szájon át | 50           | [ 18 ]     |
| Hidrogén cianid                    | egér    | szájon át | 3,7          | [ 19 ]     |
| Higany(II)-klorid                  | patkány | szájon át | 1            | [ 20 ]     |
| 2,3,7,8-Tetraklór-dibenzo-p-dioxin | patkány | szájon át | 0,02         | [ 21 ]     |

## LC50érték

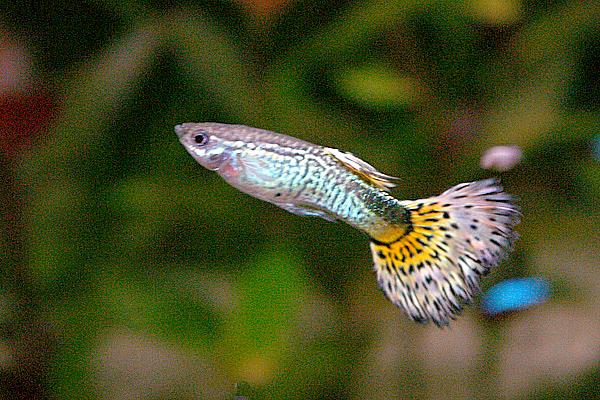
Az édesvíz ökotoxikológiai vizsgálatokban az LC_{50} meghatározásokhoz leggyakrabban használt kísérleti állat a szivárványos guppi

Az LD50 érték kísérletes meghatározásakor pontosan ismert a szervezetbe bejuttatott és ott mérgezési tüneteket kiváltott vizsgálati anyag mennyisége. Vannak azonban olyan körülmények, amikor nem lehetséges a xenobiotikum dózisának a pontos megadása. Ha például a vizsgálati anyag a levegőben lebegő por, aeroszol vagy gáz, és ezért az expozíció belégzéssel a tüdőn keresztül történik, akkor nehéz megmondani, hogy valójában mennyi anyag került a tüdőn át a szervezetbe. A meghatározás érdekében az állatokat olyan kísérleti kamrában tartják (általában négy órán át), amelynek légterében a szer koncentrációja ismert és állandó, majd az expozíciót követő 24 órában figyelik az állatok elhullását. Ebben az esetben természetesen nem lehet halálos dózisról beszélni és így az LD50 fogalma is értelmét veszti.  Ilyen helyzetben a toxicitást különböző  légkoncentráció alkalmazása után a medián letális koncentrációval (LC50) fejezik ki.  A továbbiakban az LD50-nél leírt módon eljárva LC50 értéket számolnak.  Ilyen jellegű vizsgálatokat általában munkaegészségügyi biztonsági előírásokhoz szokás végezni. 
Hasonló a helyzet, ha az élővizekbe kerülő mérgező anyagok vizsgálata során  az anyag édesvízi halakra gyakorolt toxicitását vizsgálják és a vízben oldott, halált okozó koncentráció megállapítása a cél. Ebben az esetben sem tudható, hogy pontosan mennyi anyag jutott a halak szervezetébe, csak az anyag vízben mért koncentrációja ismert. Ezért az akut toxicitást a közepes letális koncentrációval (LC50) fejezik ki, tehát azzal a vízben mért koncentrációval, amely a kísérleti halak csoportjának 50%-ánál halált okoz valamilyen folyamatos expozíciós időtartamon belül.